# A Hard Road
Albums de John Mayall & the Bluesbreakers
Blues Breakers with Eric Clapton
(1966) The Blues Alone
(1967)
A Hard Road, sorti en 1967, est le troisième album (et le deuxième album réalisé en studio) de John Mayall & the Bluesbreakers. L'album a atteint la huitième place dans les charts au Royaume-Uni ce qui en fait le troisième plus gros succès de John Mayall avec Bare Wires et Bluesbreakers with Eric Clapton qui ont atteint respectivement la troisième et la sixième place.
En plus de John Mayall, y participent les Bluesbreakers Peter Green en tant que lead guitare, John McVie à la basse, Aynsley Dunbar à la batterie et John Almond au saxophone. Une section de cuivres avec Alan Skidmore et Ray Warleigh joue sur les pistes 5, 7 et 13. Peter Green assure le chant sur You Don't Love Me et The Same Way. Les œuvres de la pochette et du livret sont de Mayall. En 2003 et 2006, deux rééditions augmentées de plusieurs titres sont sorties.

## Réception critique
La réception est en général positive, avec de bonnes appréciations pour le jeu de guitare de Peter Green. Team Rock classe l'album à la quatorzième place de leur Top 30 British Blues Rock Albums of All Time. Les deux rééditions, en 2003 (double CD) et en 2006, ont réuni toutes les contributions studio de Peter Green avec les Bluesbreakers pour la période 1966–1971.
En 2000, l'album est classé 638e dans la troisième édition du All Time Top 1000 Albums de Colin Larkin.

## Liste des pistes
Toutes les chansons sont de John Mayall sauf mention contraire.

### Album originel
Face A
1. A Hard Road  – 3:12
2. It's Over  – 2:51
3. You Don't Love Me (Willie Cobbs)  – 2:50
4. The Stumble (Freddie King, Sonny Thompson)  – 2:54
5. Another Kinda Love  – 3:06
6. Hit the Highway  – 2:17
7. Leaping Christine  – 2:25

Face B
1. Dust My Blues (Elmore James, Joe Josea)  – 2:50
2. There's Always Work  – 1:38
3. The Same Way (Peter Green)  – 2:11
4. The Supernatural (Green)  – 2:57
5. Top of the Hill  – 2:40
6. Someday After a While (You'll Be Sorry) (King, Thompson)  – 3:02
7. Living Alone  – 2:23

### Édition augmentée de 2003 (2CD/36 titres)

#### Disque 1
1–14 titres de l'album originel (voir ci-dessus)
1. Evil Woman Blues (Green)  – 4:05
2. All My Life (Robinson)  – 4:25
3. Ridin' on the L&N (Burley, Hampton)  – 2:32
4. Little by Little (London, Wells)  – 2:47
5. Eagle Eye  – 2:52

#### Disque 2
1. Looking Back (Watson)  – 2:37
2. So Many Roads 	(Paul)  – 4:47
3. Sitting in the Rain  – 2:59
4. Out of Reach (Green)  – 4:44
5. Mama, Talk to Your Daughter (Atkins, Lenoir)  – 2:39
6. Alabama Blues (Lenoir)  – 2:31
7. Curly (Green)  – 4:51
8. Rubber Duck (Dunbar, Green)  – 4:00
9. Greeny (Green)  – 3:56
10. Missing You (Green)  – 1:59
11. Please Don't Tell  – 2:29
12. Your Funeral and My Trial (Williamson)  – 3:56
13. Double Trouble (Rush)  – 3:22
14. It Hurts Me Too (London)  – 2:57
15. Jenny  – 4:38
16. Picture on the Wall  – 3:03
17. First Time Alone  – 5:00

- Disque 1 – 15 issu de Raw Blues ; 16–19 issus de l'EP avec Paul Butterfield ;
- Disque 2 – 1–3 et 13–16 issus de Looking Back ; 4–7 et 9–12 issus de Thru the Years ; 8 issu de la face B du single Curly ; 17 issu de Blues from Laurel Canyon.

### Édition augmentée de 2006 (1CD/28 titres, 4 inédits)
1–14 titres de l'album originel (voir ci-dessus)
1. Looking Back (Watson)  – 2:37
2. So Many Roads (Paul)  – 4:47
3. Mama, Talk to Your Daughter (Atkins, Lenoir)  – 2:39
4. Alabama Blues (Lenoir)  – 2:31
5. All My Life  – 4:25
6. Ridin' on the L & N (Burley, Hampton)  – 2:32
7. Eagle Eye  – 2:52
8. Little By Little  – 2:47
9. Sitting in the Rain  – 2:59
10. Out of Reach (Green)  – 4:44
11. No More Tears  – 2:19
12. Ridin' on the L & N (Burley, Hampton)  – 2:19
13. Sitting in the Rain  – 2:53
14. Leaping Christine  – 1:55

Titres 15–16, 23 issus de Looking Back ; 17–18, 24 issus de Thru the Years ; 19–22 issus de l'EP avec Paul Butterfield ; 25–28 issus des BBC sessions.

## Musiciens

### Album originel
Musiciens de l'album originel :
- John Mayall – chant, guitare, harmonica, piano, orgue
- Peter Green – guitare, chant
- John McVie – basse
- Hughie Flint, Aynsley Dunbar – batterie
- John Almond, Alan Skidmore – saxophones
- Ray Warleigh – instruments à vents

### Édition augmentée de 2003
Les mêmes que ci-dessus auxquels s'ajoutent :
- Colin Allen (en) : batterie
- Paul Butterfield : harmonica, chant
- Mick Fleetwood : batterie
- Henry Lowther : trompette
- Nick Newell : saxophone

#### Production
- Produit par Mike Vernon
- Ingénieur son : Gus Dudgeon